# ایزابل لیندن
ایزابل لیندن (انگلیسی: Isabelle Linden؛ زادهٔ ۱۵ ژانویهٔ ۱۹۹۱) بازیکن فوتبال اهل آلمان است.
از باشگاه‌هایی که در آن بازی کرده‌است می‌توان به باشگاه فوتبال آینتراخت فرانکفورت (زنان)، باشگاه فوتبال اس‌جی‌اس اسن، باشگاه فوتبال زنان بایر ۰۴ لورکوزن، باشگاه فوتبال بیرمنگام سیتی، و باشگاه فوتبال اس‌سی فورتونا کلن اشاره کرد.
وی همچنین در تیم‌های ملی فوتبال Germany women's national youth football team، و Germany women's national youth football team، و Germany women's national youth football team، و Germany women's national youth football team، و زنان آلمان بازی کرده‌است.